# Línea 1 del Metro de Bogotá
La línea 1 del Metro de Bogotá, denominada de manera oficial y técnica Primera Línea del Metro de Bogotá (PLMB) será la primera línea del sistema de metro de la ciudad de Bogotá, capital de Colombia. Tendrá 16 estaciones distribuidas en 24 km de viaducto que transcurre a través de ocho localidades.
Se ubicará sobre la Av. Villavicencio desde la Carrera 94 hasta la Av. Primero de Mayo, por la cual transcurrirá hasta la carrera 30 (NQS). Posteriormente, seguirá la Calle 8 sur y la Av. Calle 1 hasta la Av. Caracas, girando hacia el norte por esta y por la autopista Norte hasta la Av. Calle 100. Tendrá conexión con la línea 2 del metro, y Transmilenio en las troncales Américas, NQS Sur, Caracas Sur, Caracas y Norte.

## Historia

### Década de 2000

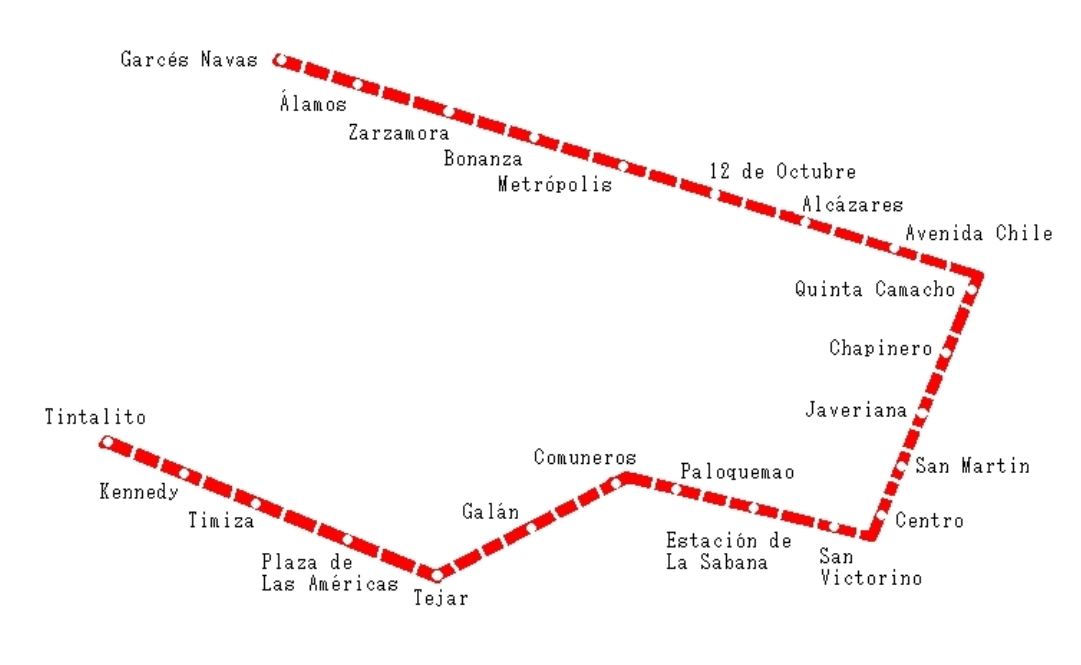
Primera propuesta para la línea.

El 2 de noviembre de 2007, el Concejo de Bogotá aprobó dentro del presupuesto de 2008 una partida para el estudio de factibilidad de construcción del metro. Al día siguiente, una semana después, el entonces presidente Álvaro Uribe Vélez avaló la iniciativa de construir el Metro de Bogotá con varias condiciones: que siga adelante la construcción de la Fase 3 del sistema TransMilenio tal como está previsto, y que el Metro sea autosostenible.
La licitación para el diseño de la obra fue abierta por la Alcaldía de Bogotá el día 19 de marzo de 2008 y se cerró a finales de abril. Inicialmente, 56 firmas de 27 países se presentaron a la licitación,. En mayo, la lista se redujo a seis firmas finalistas. De esta selección, sólo tres firmas cumplieron con todos los requisitos exigidos para obtener la financiación del Banco Mundial: Ineco-Metro de Madrid, Davies and Gleave (Inglaterra) y Sener-Transporte Metropolitano de Barcelona, obteniendo esta última la adjudicación de los diseños iniciales Este consorcio obtuvo un plazo de un año, hasta junio de 2009, para definir el trazado de la primera línea del metro, el costo del pasaje, el valor de la obra y los aportes de la Nación y del Distrito para iniciar la construcción a finales del año 2011. Esto debía incluir también la integración de la primera línea del metro con las rutas de buses urbanos, TransMilenio y el Tren de Cercanías de la Sabana de Bogotá.
Los primeros retrasos se evidencian cuando, luego de obtener del distrito la cifra de 19 600 millones de pesos (o 9,9 millones de dólares) para la realización de los estudios, Sener-Transporte Metropolitano de Barcelona aseguró que no estarían listos antes del 20 de julio de 2009, pasado el plazo de tiempo establecido y de tres aplazamientos subsecuentes. Planeación Nacional planteó a su vez abiertamente la obligatoriedad de solucionar problemas técnicos antes de aprobar cualquier financiación de la obra por parte del gobierno.

#### Propuesta de primera línea
El 19 de agosto de 2009, la empresa Sener-Transporte Metropolitano de Barcelona (TMB), determinó cuatro posibles rutas del Metro de Bogotá, siendo la principal una que comenzaría en la Carrera Séptima con Calle 127, empalmando con la Avenida Boyacá, cruzando su trazado hacia el sur hasta la localidad de Usme, en su cruce con la Avenida Caracas. Asimismo, se señalaron otras vías como la Primero de Mayo, la Avenida 68, y la Carrera 13, en la totalidad de sus recorridos, y un plan de desarrollo a futuro hasta el año 2038. Moreno, en contraste, había propuesto previamente que la primera línea fuera desde Kennedy por la Avenida del Ferrocarril hasta la Estación de la Sabana en la Calle 13 o Avenida Colón, de allí hasta la carrera Séptima y luego hacia el norte a lo largo de la Séptima hasta la Calle 72, desde allí hasta Engativá,
Una semana después el alcalde Samuel Moreno reveló oficialmente la primera línea de Metro, luego de reunirse con el presidente de la República Álvaro Uribe Vélez, en esta presentación la línea de metro era subterránea en su mayoría. El trayecto partiría desde el Portal Américas del sistema TransMilenio, recorriendo la Avenida Villavicencio y la Avenida Primero de Mayo hasta la Avenida 68, tomando desde allí el antiguo corredor férreo hasta conectarse con el Tren de Cercanías de la Sabana de Bogotá, y desde allí conectarse, tras pasar por la Estación de la Sabana, hacia la Plaza de Bolívar (vía Calle 10). Desde allí toma las carreras 7.ª, 13 y 11 hasta llegar a la Calle 127. Sin embargo, el alcalde electo de Bogotá, Gustavo Petro, dijo que es necesario que la primera línea del metro se extienda hasta la localidad de Suba.
El costo de la primera línea, según esta propuesta, ascendería a 13,9 billones de pesos (unos 3920 millones de dólares), con 27 kilómetros, 20 de ellos subterráneos. El costo sería financiado en un 70% por el gobierno nacional, y habría dineros para vigencias futuras a partir de 2016, cuando la primera línea ya haya sido puesta en servicio. Este valor difiere con respecto a otros proyectos similares en otros lugares, como por ejemplo la primera línea de metro en Quito debido a, entre otras cosas, el tipo de suelo en el que se encuentra Bogotá.

### Década de 2010

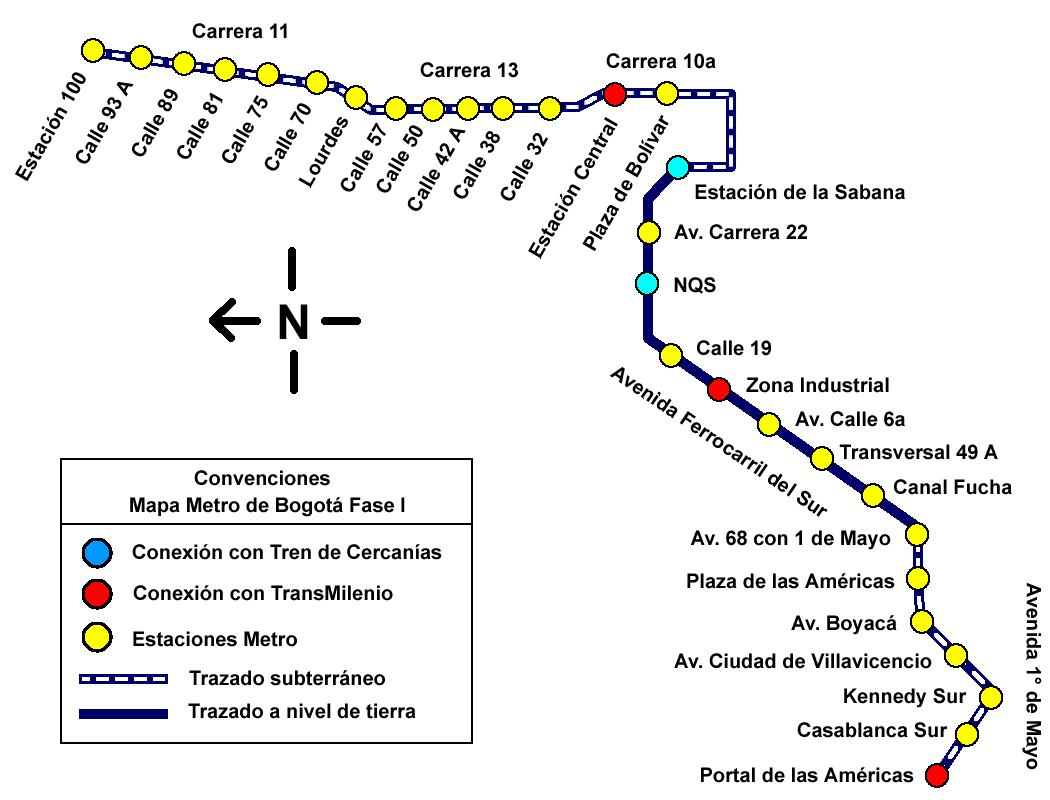
Segunda propuesta para la línea.

#### Aprobación de recursos para construcción
En rueda de prensa en la Casa de Nariño en 2010, la Alcaldía Mayor y la Nación, lograron un acuerdo donde el gobierno nacional autorizó 300 000 millones de pesos anuales a partir de 2016 hasta 2032 para la movilidad en el Distrito Capital, donde se incluyó la construcción de la primera línea del metro, la implementación del Sistema Integrado de Transporte Público y adecuación de TransMilenio. Esto quedó estipulado en el documento CONPES que expedido el 19 de julio de 2010.
Moreno obtuvo entonces vía libre para contratar los estudios de ingeniería de detalle de la primera línea, continuando así con el cronograma, pero simultáneamente debería  recalcular el modelo de demanda de pasajeros. Dentro del acuerdo se especifican 40 000 millones de pesos anuales adicionales para el Tren de Cercanías, y sugirieron al gobernador de Cundinamarca, Andrés González, estudiar alternativas de tren de más bajo costo.

#### Carrusel de la contratación
A pesar de los avances, desde 2009 se empezaron a detectar problemas con el proyecto. Las más importantes críticas se centraron en la ‘improvisación’ denunciada por el representante a la Cámara, Simón Gaviria, quien señaló irregularidades en la etapa de diseños. Esto se unió a otras denuncias de incertidumbre financiera, técnica e incluso de liderazgo por parte de Moreno para sacar adelante el proyecto del Metro para Bogotá.
El proyecto sufrió una paralización en 2011, luego de que Samuel Moreno fuera suspendido de su cargo como alcalde de Bogotá y detenido en prisión por su participación en el Carrusel de la Contratación. Este escándalo de corrupción llevó al aplazamiento de proyectos de infraestructura del país, incluyendo el metro, y a un estancamiento de la infraestructura de Bogotá. Además, el postergamiento de al menos 5 años en la construcción del metro continuó generando pérdidas económicas a la ciudad y a productividad de sus habitantes, puesto que el metro se ha venido exponiendo como un punto clave para la mejora del transporte público en Bogotá.

#### Periodo 2012 - 2015
El 5 de mayo de 2013, el alcalde Petro anunció el "acuerdo definitivo" para la construcción del metro. Dicho acuerdo validaría los estudios de ingeniería previos a la construcción la cual iniciaría en septiembre de 2014. 4 días después, el alcalde firmó el inicio de los estudios definitivos de la obra. Estos serían entregados en 15 meses a partir de la firma del contrato, es decir, en septiembre de 2014.
El 7 de octubre de 2014 el alcalde presentó los estudios finales para la construcción del Metro de Bogotá. Estos estudios planteaban un metro subterráneo. El costo estimado de la obra es de 15 billones de pesos (unos 7000 millones de dólares), el cual presentaba un aumento considerable en el monto anunciado en la propuesta inicial de 2009. La fecha de entrega de la obra estipulada es en el año 2021. El Decreto 469 de 2013, expedido durante la alcaldía, «Revisión del Plan de Ordenamiento Territorial de Bogotá D.C.», definió el Sistema de Movilidad de la capital y considera el Metro de Bogotá como el principal componente del sistema de transporte de la ciudad junto con otros sistemas de transporte como TransMilenio y el Tren de Cercanías.
Al terminar el periodo administrativo, Petro no logró culminar la propuesta de construcción de metro de Bogotá con la que impulsó su campaña a la alcaldía en las elecciones locales de Bogotá de 2011.

#### Periodo 2016 - 2019

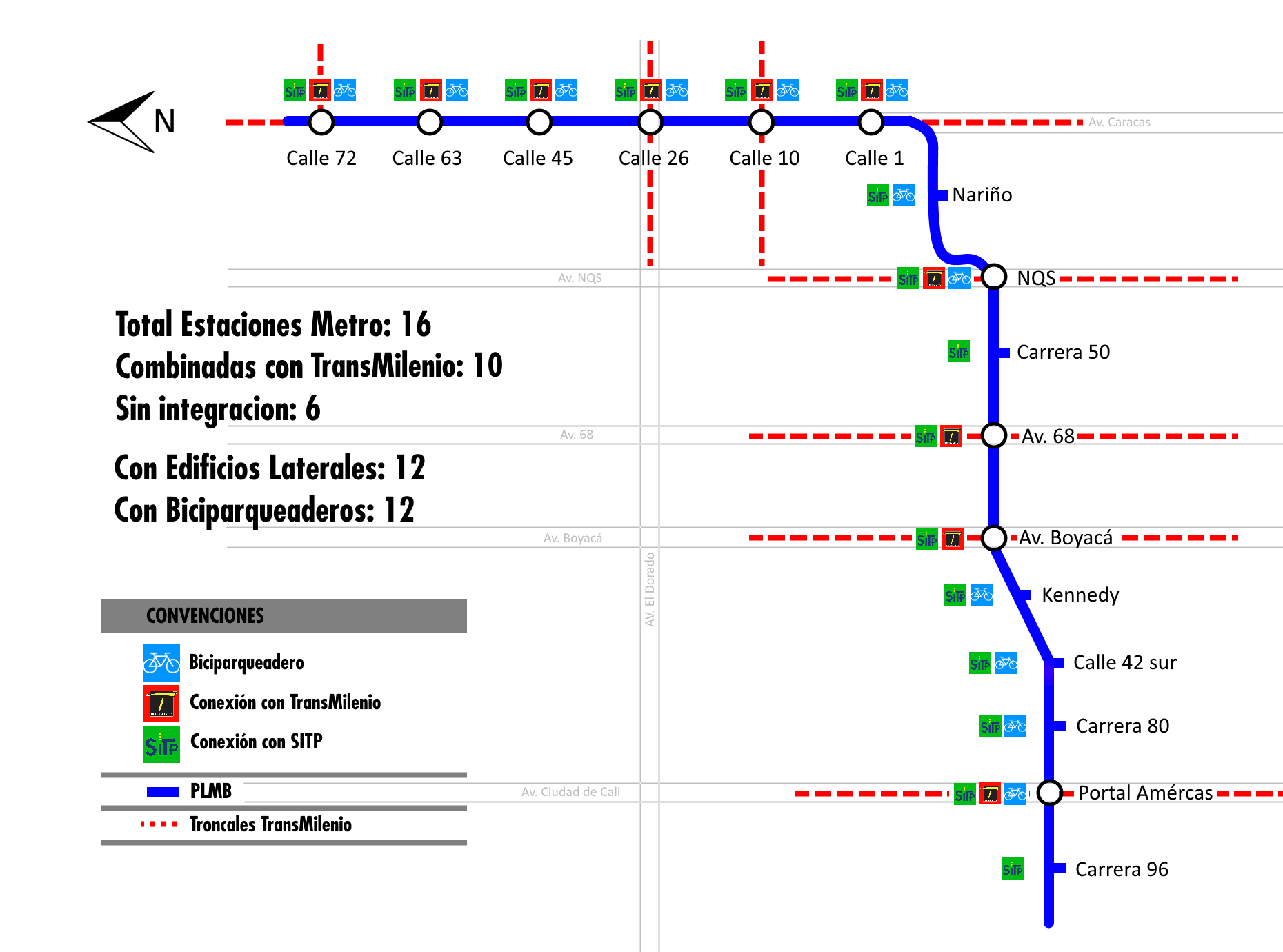
Propuesta seleccionada.

El 4 de abril de 2016 la alcaldía de Peñalosa dio a conocer el diseño de las estaciones de la primera línea del metro. Este diseño plantea un metro elevado, más económico que el subterráneo que lo precedía. El 25 de abril, el Concejo de Bogotá aprobó en sesión plenaria la creación de la empresa «Metro de Bogotá S.A.» después de haber convocado a sesiones extras el 25 de febrero y se anunciara que la junta directiva de la empresa estaría compuesta en un 70% por miembros dispuestos por el Gobierno Nacional y en un 30% por el Distrito ya que de esa manera se repartió la financiación de la obra y que sería una empresa independiente a los demás organismos distritales después un análisis técnico y jurídico entre el Distrito y el Gobierno Nacional.
El 17 de septiembre de 2016, el alcalde, junto con el presidente Juan Manuel Santos realizaron la presentación del trazado definitivo del metro, además, se reveló que la extensión de la primera línea aumentó, pues iría desde el Portal Américas hasta la calle 127 con autopista Norte. Se anunció que la construcción del metro se haría en tres fases: la primera fase iría desde el portal de Las Américas hasta la avenida Caracas a lo largo de la avenida Primero de Mayo; la segunda irá hasta la calle 72 a lo largo de la avenida Caracas; y la tercera fase comprende el metro hasta la calle 127 con autopista Norte. Adicionalmente, el presidente Santos anunció que en el mes de octubre expediría el documento CONPES con el que se aseguran los recursos para la construcción del metro. Finalmente, el CONPES se expidió en enero del 2017 aprobando recursos para el metro de Bogotá y otros sistemas de transporte de pasajeros de la ciudad y la Sabana de Bogotá.
Luego de que el Concejo de la ciudad aprobara las vigencias futuras para la construcción del metro, el presidente aprobó las vigencias futuras correspondientes a la Nación. Con los recursos asegurados por ambas partes en noviembre de 2017 se firmó convenido de cofinanciación aprobado por el Consejo Superior de Política Fiscal (CONFIS) el cual tiene por objeto asegurar los recursos para la obra.

##### Licitación
En octubre de 2018 se hicieron públicos los requisitos que debían cumplir los interesados en participar en la licitación del diseño, construcción, operación y mantenimiento del metro de Bogotá. Finalmente en noviembre del mismo año, representantes de 102 empresas interesadas en participar asistieron a la audiencia de aclaración sobre el reglamento de precalificación que consiste en el cumplimiento de ciertas características técnicas, financieras y legales para participar en la licitación.
En febrero de 2019, siete grupos internacionales oficializaron sus solicitudes para participar en la licitación pública con el fin de construir y operar la primera línea del metro de Bogotá. Estas empresas debieron reunir acreditaciones y crear consorcios para demostrar que contaban con la experiencia y la capacidad financiera requeridas para poder desarrollar el proyecto. El 28 de junio del mismo año el alcalde de la ciudad, junto con el presidente de la Nación, abrieron oficialmente la licitación internacional para seleccionar entre los 6 consorcios que resultaron aprobados el encargado de construir y operar la primera línea de metro de Bogotá. A finales de julio se abrió también la licitación de la interventoría del proyecto para las fases de diseño, construcción y los primeros años de operación y mantenimiento. En agosto de 2019, cinco de los consorcios quedaron en la lista de participantes en la licitación, luego de publicar los requisitos de recomposición interna en esta etapa de la licitación. El 3 de octubre, fecha en la cual se cerró la licitación internacional, se presentaron finalmente dos consorcios: «Metro de Bogotá», consorcio compuesto en su mayoría de capital mexicano, y «APCA Transmimetro» de capital chino. Finalmente, el 16 de octubre de 2019 se adjudicó la licitación al grupo «APCA Transmimetro» conformado por dos empresas de capital público chino Harbour Engineering Company Ltd con una participación del 85% y Xi‘An Metro Company con una participación del 15%.

##### Firma del contrato
El 27 de noviembre de 2019 se llevó a cabo la firma del contrato entre la Empresa Metro de Bogotá y la empresa «Metro Línea 1 S.A.S» como pasó a llamarse el grupo «APCA Transmimetro» al conformar una sociedad como exigencia establecida en los pliegos de licitación, encargada de llevar a cabo los diseños de detalle, construcción y operación de la primera línea del metro de Bogotá. La compañía china presentó la oferta más baja en los tres componentes: 4,07 billones de pesos para las obras civiles, 990 millones de dólares para el material rodante y 34 918 millones de pesos para la operación de la línea. El contrato obliga al contratista a hacer los diseños de detalle, teniendo como base los diseños de ingeniería básica avanzada que están en el banco de datos de la licitación.

### Década de 2020

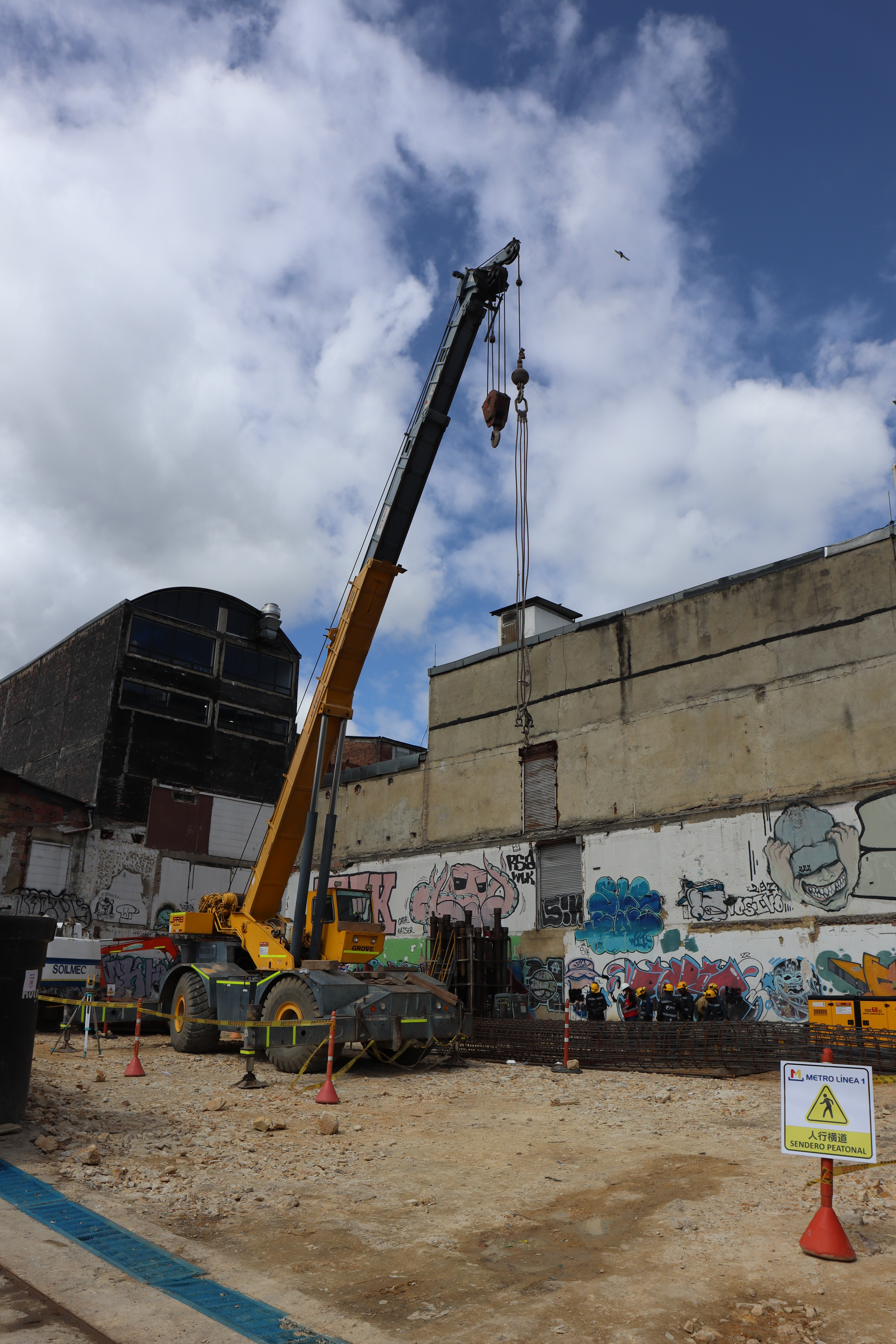
Construcción de la estación 12 del Metro de Bogotá.

#### Periodo 2020 - 2025
El 27 de enero de 2020, la alcaldesa anunció que se harían estudios para extender la primera línea del metro hasta la calle 100, con el fin de conectarla con la troncal de TransMilenio de la avenida 68. El estudio de esta extensión se llevará a cabo en convenio con la Financiera de Desarrollo Nacional, en un proceso mediante el cual también se buscará iniciar los estudios para la construcción de una segunda línea del metro que conecte con las localidades de Suba y Engativá.
En agosto de 2020, la empresa Metro eligió al consorcio que se encargará de llevar a cabo la interventoría del proyecto de la primera línea, en su etapa de construcción, fabricación de trenes, así como la supervisión de las pruebas técnicas y de los dos primeros años de operación comercial. El 20 de octubre del mismo año se llevó a cabo la firma del acta que dio oficialmente inicio a las actividades de diseño, construcción y operación de la línea de metro.
A finales del año 2020, la administración distrital anunció la que será la expansión de la primera línea del metro de Bogotá. La línea 1 llegará hasta la calle 100.
El 12 de noviembre de 2021 se firmó un contrato entre la Empresa Metro y la Financiera de Desarrollo Territorial (FINDETER) para adelantar los estudios y diseños de factibilidad de la expansión de la línea 1 en 2,8 km hacia el norte hasta la calle 100. El 6 de marzo de 2025, la alcaldía mayor de Bogotá anunció que las obras de la Línea 1 del Metro de Bogotá alcanzaron un avance del 50%. Este hito refleja el progreso significativo en la construcción de túneles, estaciones y la infraestructura necesaria para la operación del sistema.  El 31 de mayo de 2025, el alcalde Luis Carlos Galán informó que la primera línea llegó al 55.42% de su elaboración  Y finalmente, el último informe, el 24 de junio de 2025, se entregó los dos primeros trenes de la línea del metro de Bogotá en la ciudad, recordemos que la primera línea será automática al no tener conductor, pues eso lo dijo la empresa del Metro de Bogotá.  
La línea se compondrá de 26,8 km de viaducto a 13,5 m de altura, con 16 estaciones que conectan el suroccidente de Bogotá con el centro oriente de la ciudad. Contará con un patio taller de 35,9 ha con capacidad de 60 trenes. La línea operará con trenes automáticos de 145 m, 6-7 vagones con un gálibo de 2,9 m fabricados por la Changchun Railway Vehicles (CRRC) en cooperación con Bombardier (hoy parte de Alstom). A diferencia de la mayor parte de la red férrea del país, utilizará trocha estándar de 1435 mm. Las estaciones contarán con puertas automáticas en las plataformas, espacios comerciales, servicios sanitarios y espacios de parqueo de bicicletas; algunas estaciones tendrán conexión con el sistema BRT TransMilenio y con la red de trenes de cercanías.

## Estaciones
Las estaciones, de sur a norte, son:
| Estación           | Distancia | Ubicación                                | Localidad                                      | Transferencias                                                    | Servicios        | Tipología                |
| ------------------ | --------- | ---------------------------------------- | ---------------------------------------------- | ----------------------------------------------------------------- | ---------------- | ------------------------ |
| Carrera 94         | 2+000     | Av. Villavicencio # 94/93                | Kennedy                                        |                                                                   | 1000 cupos       | Terminal Elevada         |
| Portal Américas    | 3+350     | Av. Villavicencio # 86G/86B              | Kennedy                                        | Paraderos 022A08 023A08 031A08 211A08 213A08 214A08               | 1250 cupos Baños | De Transferencia Elevada |
| Carrera 80         | 4+450     | Av. Villavicencio # 80G/80D              | Kennedy                                        | Paraderos 034B08 164A08 164B08 599A08                             | 750 cupos        | De Paso Elevada          |
| Calle 42 Sur       | 5+500     | Av. Primero de Mayo # 42C Sur/42 Sur     | Kennedy                                        | Paraderos 180A08 180B08 108A09 108B09 621A09 621B09 638A08 638B08 | 750 cupos Baños  | De Paso Elevada          |
| Ciudad Kennedy     | 6+500     | Av. Primero de Mayo # 40 Sur/39 Sur      | Kennedy                                        | Paraderos 105A09 105B09 183A08 183B08                             | 750 cupos Baños  | De Paso Elevada          |
| Avenida Boyacá     | 7+750     | Av. Primero de Mayo # 72C/72             | Kennedy                                        | Paraderos 014C09 014D09 015B09 117B08 519A09                      | 500 cupos        | De Transferencia Elevada |
| Avenida Carrera 68 | 9+650     | Av. Primero de Mayo # 68/52C             | Puente Aranda                                  | Paradero 096A09 096B09 208A08 208B08                              | 500 cupos Baños  | De Transferencia Elevada |
| Avenida Carrera 50 | 10+650    | Av. Primero de Mayo # 50                 | Puente Aranda                                  | Paraderos 025A09 047A08                                           | 500 cupos Baños  | De Paso Elevada          |
| SENA               | 12+050    | Av. Ciudad de Quito # 17A BIS Sur/16 Sur | Puente Aranda                                  | Paraderos 076B10 425A10 583A08                                    | 250 cupos Baños  | De Transferencia Elevada |
| Avenida Carrera 24 | 13+650    | Av. Calle 1 # 24C/24                     | Antonio Nariño (Sur) Los Mártires (Norte)      | Paraderos 358A00 113A11 113B11                                    | 750 cupos Baños  | De Paso Elevada          |
| Hospital           | 14+950    | Av. Caracas # 2/3                        | Santa Fe (Oriente) Los Mártires (Occidente)    |                                                                   | 250 cupos Baños  | De Transferencia Elevada |
| Avenida Jiménez    | 16+100    | Av. Caracas # 11/13                      | Santa Fe (Oriente) Los Mártires (Occidente)    |                                                                   | 250 cupos Baños  | De Transferencia Elevada |
| Estación Central   | 17+500    | Av. Caracas # 24A/26                     | Santa Fe (Oriente) Los Mártires (Occidente)    | Occidente                                                         | 500 cupos Baños  | De Transferencia Elevada |
| Calle 45           | 19+600    | Av. Caracas # 42/44                      | Chapinero (Oriente) Teusaquillo (Occidente)    |                                                                   | 500 cupos Baños  | De Transferencia Elevada |
| Calle 63           | 21+600    | Av. Caracas # 61/63                      | Chapinero (Oriente) Teusaquillo (Occidente)    |                                                                   | 500 cupos Baños  | De Transferencia Elevada |
| Calle 72           | 22+950    | Av. Caracas # 72/74                      | Chapinero (Oriente) Barrios Unidos (Occidente) |                                                                   | 750 cupos Baños  | De Transferencia Elevada |

Todas las estaciones son accesibles para personas con movilidad reducida.